# Can't Stop Me (canción de Denise Rosenthal)
«Can't Stop Me» —en español: «No puedes Detenerme»— es el Cuarto sencillo del próximo tercer álbum de estudio de la cantante pop chilena Denise Rosenthal. Lanzado el 17 de septiembre de 2012 en Chile. La canción fue presentada el 17 de septiembre en Viña Del Mar.

## Antecedentes

### Composición y estilo
El sencillo fue escrito por Denise durante el 2012, esta canción fue una de los rumores del año en referencia al nuevo disco, desde enero hasta la fecha, pero la cantante nunca dijo nada al respecto.

### Lanzamiento
La canción estuvo programada en el setlist de la noche del 17 se septiembre, día donde denise volvía a los escenarios, con un show recargado de sorpresas, entre ellas la canción inédita hasta el momento.Dentro de la presentación se aprecia una elaborada coreagrafia junto a sus 6 bailarines

## Recepción

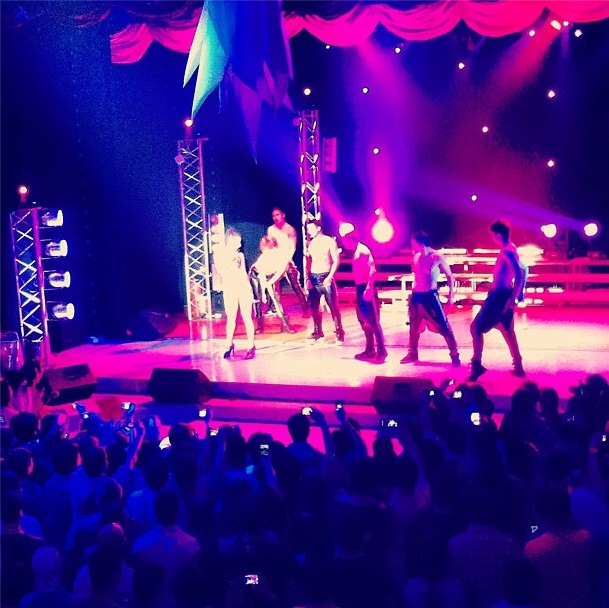
Denise presentando en vivo por primera vez el sencillo.

Hasta el momento ha habido gran recepción de la canción, aunque solo se encuentra en formato vídeo fan, de baja calidad, denise hizo un llamado a bajar de la red los vídeos, para dejar en suspenso el tema que será lanzado en la quincena de octubre.

## Formatos
| Youtube |                 |          |  |
| N.º     | Título          | Duración |  |
| 1.      | «Can't Stop Me» |          |  |

## Promoción
Rosenthal cantó por primera en vivo la canción en uno de sus shows realizados en Club Divino en Viña del Mar el 17 de septiembre de 2012.